# The Good Place
The Good Place è una serie televisiva fantasy statunitense creata da Michael Schur. La serie è stata trasmessa dal 19 settembre 2016 al 30 gennaio 2020 su NBC.
La serie è incentrata su Eleanor Shellstrop (Kristen Bell), una donna che si sveglia nell'aldilà ed incontra Michael (Ted Danson) nel "The Good Place", un'utopia altamente selettiva e simile a quella del Paradiso che è stata progettata da Michael, come premio per aver condotto una vita giusta. Si rende conto che è stata mandata lì per sbaglio e di dover nascondere il suo comportamento moralmente imperfetto e cercare di diventare una persona eticamente migliore. William Jackson Harper, Jameela Jamil e Manny Jacinto sono coprotagonisti come altri residenti di "The Good Place", insieme a D'Arcy Carden che interpreta Janet, un essere artificiale che aiuta gli abitanti. 
The Good Place ha ricevuto il plauso dalla critica. È stata elogiata per la recitazione, la sceneggiatura, l'originalità, l'ambientazione e il tono, tanto quanto il suo colpo di scena finale, al termine della prima stagione. A partire dal 2017, NBC ha rinnovato la serie fino ad arrivare a una quarta e ultima stagione.

## Trama
Dopo essere morta in un supermercato, travolta da una pila di carrelli mentre raccoglieva una bottiglia di margarita, la giovane Eleanor si ritrova catapultata nell'aldilà. Tuttavia, quando il suo mentore Michael le rivela che si trova nella "parte buona" grazie alle sue buone azioni e per aver aiutato molti innocenti a uscire dal braccio della morte, Eleanor capisce che c'è stato un errore e di essere stata scambiata per qualcun altro; Eleanor infatti non è affatto "buona", ma una ragazza profondamente egoista che non ha mai fatto una buona azione in tutta la sua vita.
Bloccata in un mondo in cui è impossibile dire le parolacce e in cui sono tutti gentili, Eleanor deve quindi nascondere il suo comportamento "cattivo" e imparare a comportarsi come una persona degna della "parte buona".

### Prima stagione
In seguito alla sua morte, Eleanor Shellstrop viene accolta nel "good place" dal suo stesso ingegnere, Michael, architetto immortale. La "parte buona" dell'aldilà, infatti, accoglie solo chi nella vita terrena si è dimostrato meritevole di tale onorificenza, e che perciò ora viene ricompensato con uno stile di vita da sogno e in tutto e per tutto concorde ai propri gusti ed esigenze.

### Seconda stagione
In quanto i risultati materiali dell'esperienza organizzata da Michael differiscono molto con quelli che egli aveva preventivato, quest'ultimo decide di eseguire ripetutamente l'esperimento sulle anime residenti nella Parte Buona, effettuando diverse variazioni concernenti l'ambientazione.

### Terza stagione
Ripercorrendo in senso contrario la linea temporale, si inverte la morte dei protagonisti, a cui viene concessa una seconda chance sulla Terra, ma senza avere memoria del Good Place.

### Quarta stagione
Eleanor ricopre ora il ruolo di architetto divino precedentemente appartenente a Michael, e viene aiutata da Janet nel suo compito di amministrazione del Good Place; a questi personaggi si aggiungono, ovviamente, Chidi, Tahani e Jason, tutti con il compito di migliorare se stessi e redimersi da un passato imperfetto.

## Episodi
| Stagione         | Episodi | Prima TV USA | Prima TV Italia |
| ---------------- | ------- | ------------ | --------------- |
| Prima stagione   | 13      | 2016-2017    | 2017            |
| Seconda stagione | 12      | 2017-2018    | 2018            |
| Terza stagione   | 12      | 2018-2019    | 2019            |
| Quarta stagione  | 13      | 2019-2020    | 2020            |

## Personaggi e interpreti

### Regolari
- Eleanor Shellstrop (stagioni 1-4), interpretata da Kristen Bell e doppiata da Francesca Manicone.
Eleanor si ritrova nella Parte Buona, dopo essere stata investita da una pila di carrelli dopo aver fatto la spesa, e capisce che c'è stato uno scambio di persona: lei non è la Eleanor Shellstrop avvocatessa che combatte per i diritti umani descritta da Michael (e amante di uno stile d'arredamento pieno di clown) bensì un'ex impiegata nei call center specialisti nel vendere pillole. Non si definisce una cattiva persona ma neanche un qualcuno che meriti di stare nella Parte Buona. Da qui coinvolge Chidi, la sua anima gemella, convincendolo a insegnarle l'etica per diventare una persona migliore.
- Chidi Anagonye (stagioni 1-4), interpretato da William Jackson Harper e doppiato da Riccardo Scarafoni.
Chidi è un insegnante di etica nigeriano ed è l'anima gemella di Eleanor (o almeno della vera Eleanor). È una persona molto indecisa, che prende ogni decisione molto seriamente, valutandone ogni conseguenza e quindi impiegando molto tempo.
- Tahani Al-Jamil (stagioni 1-4), interpretata da Jameela Jamil e doppiata da Gaia Bolognesi.
Tahani è un'ereditiera inglese, cresciuta sin da piccola nel lusso più sfrenato e frequentando solo ambienti esclusivi, pieni di celebrità (che nomina di tanto in tanto). La sua anima gemella è Jianyu Li, un monaco buddhista che ha fatto voto di silenzio. Nella Parte Buona abita in una villa bellissima, arredata con uno stile principesco, causando spesso un po' di invidia in Eleanor.
- Janet (stagioni 1-4), interpretata da D'Arcy Carden e doppiata da Angela Brusa.
Janet è un'interfaccia tecnologica, in cui è concentrata ogni informazione dell'universo. Viene convocata ogni volta che qualcuno pronuncia il suo nome.
- Jason Mendoza (stagioni 1-4), interpretato da Manny Jacinto e doppiato da Davide Garbolino.
Jianyu viene presentato come un monaco buddhista che ha fatto un voto di silenzio quando era molto piccolo. Alla sua morte, Michael gli comunica che può mantenere il suo voto, se vuole, e questo è ciò che fa: il suo vero nome infatti è Jason ed è uno squattrinato ladro di Jacksonville, non molto sveglio.
- Michael (stagioni 1-4), interpretato da Ted Danson e doppiato da Mario Cordova.
Michael è colui che ha progettato La Parte Buona (l'equivalente del Paradiso): lo gestisce con l'aiuto di Janet.

### Ricorrenti
- Vicki Sengupta (stagioni 1-4), interpretata da Tiya Sircar, doppiata da Cecilia Zincone.
- Trevor (stagioni 1-3), interpretato da Adam Scott, doppiato da Guido Di Naccio.
- Shawn (stagioni 1-4), interpretato da Marc Evan Jackson, doppiato da Roberto Certomà.
- Mindy St. Claire (stagioni 1-4), interpretata da Maribeth Monroe, doppiata da Emanuela Baroni.
- Giudice Hydrogen, abbreviato in Giudice Gen (stagioni 2-4), interpretata da Maya Rudolph, doppiata da Paola Majano.

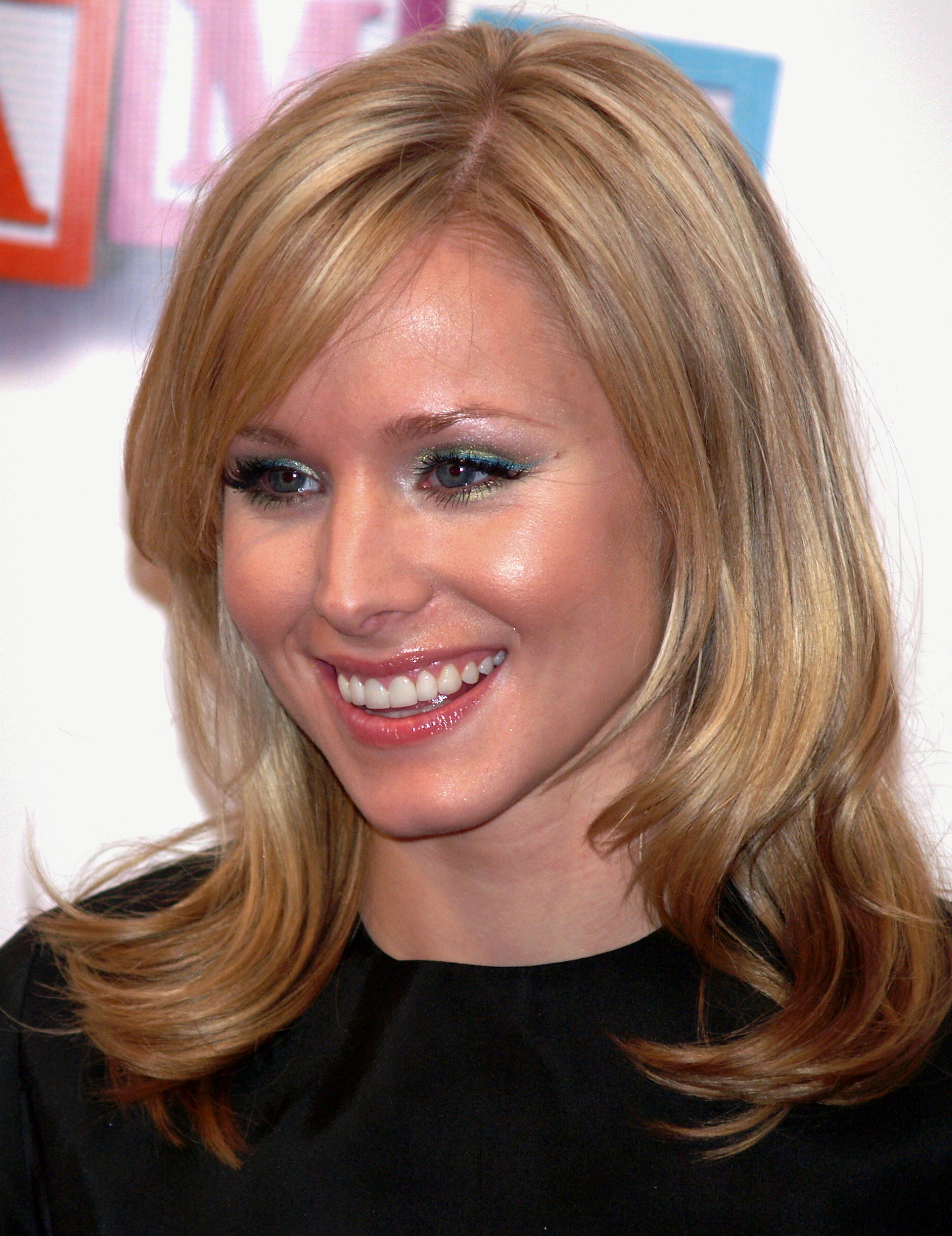
Kristen Bell ha interpretato Eleanor Shellstrop
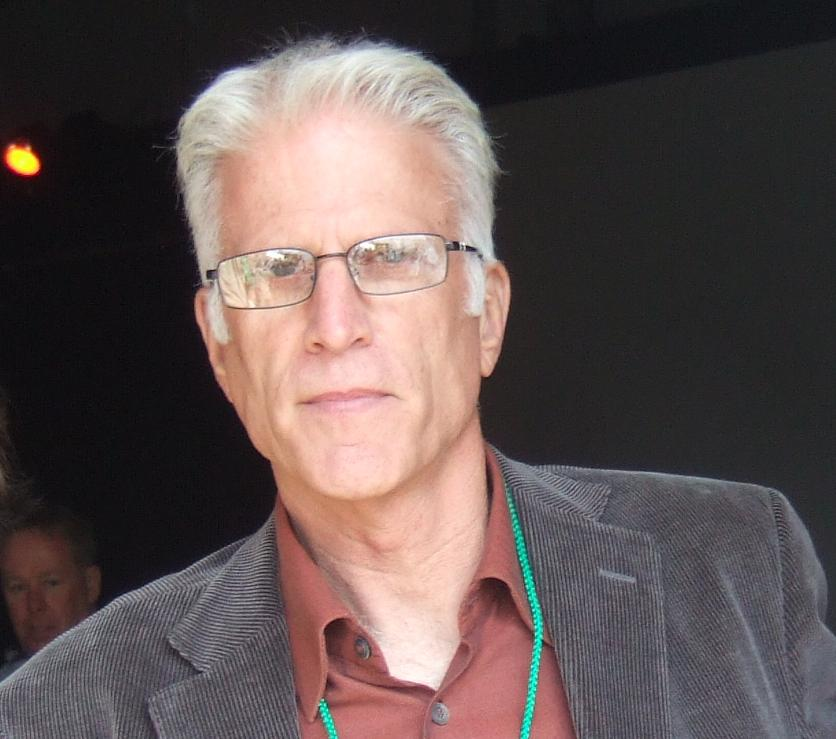
Ted Danson ha interpretato Michael
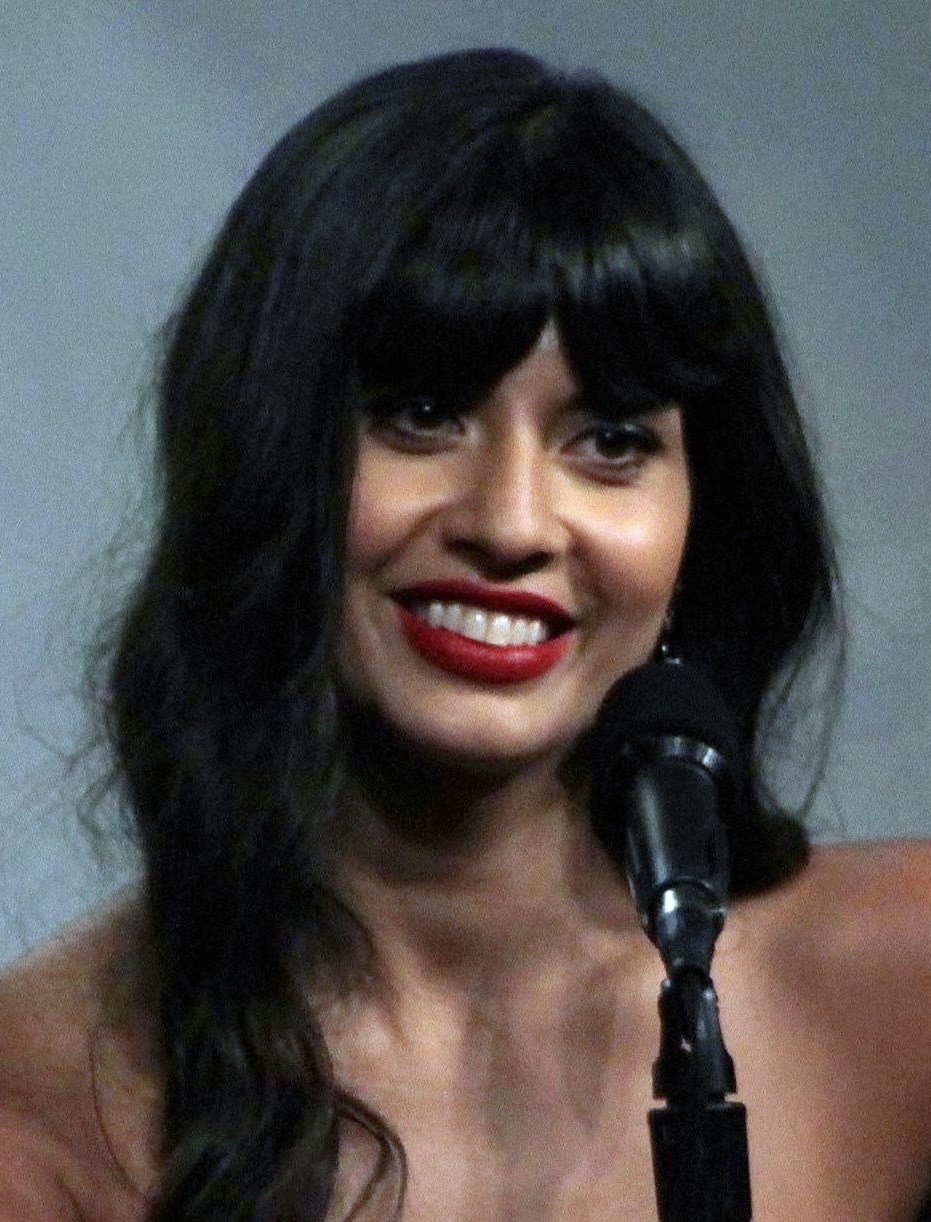
Jameela Jamil ha interpretato Tahani Al-Jamil
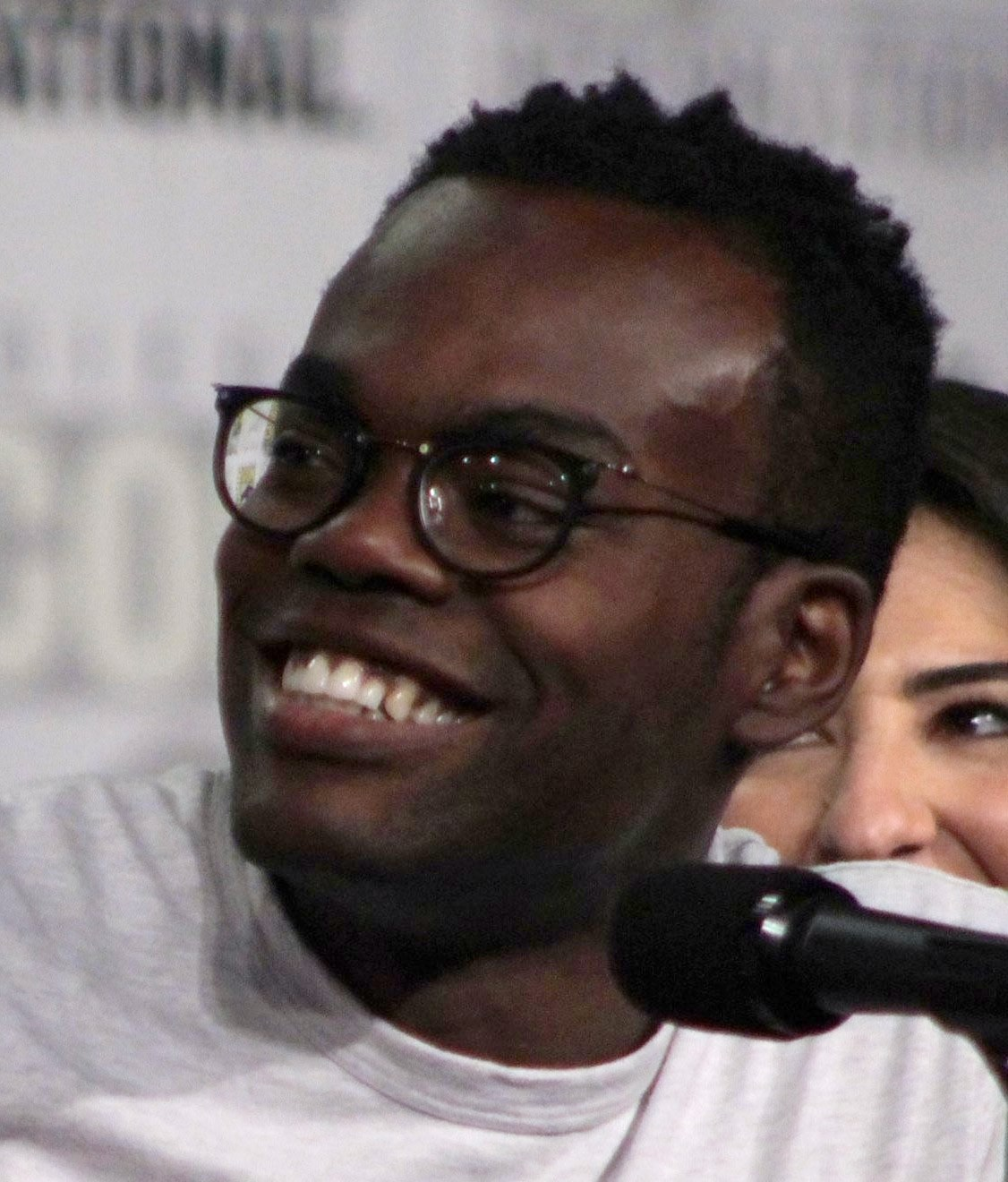
William Jackson Harper ha interpretato Chidi Anagonye
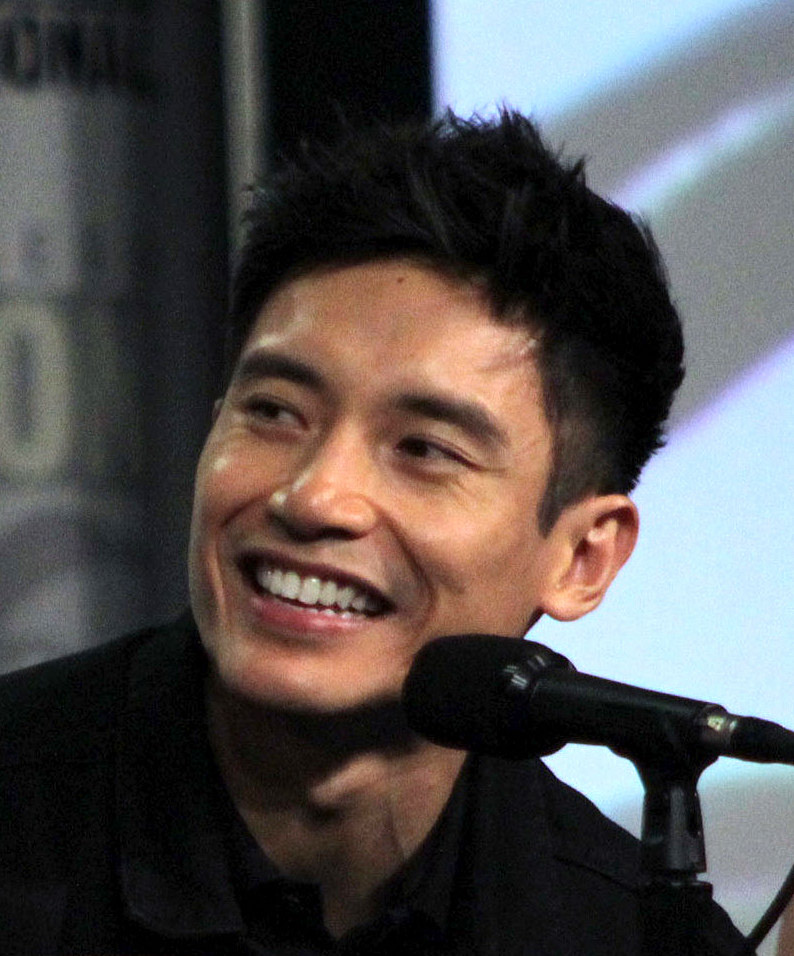
Manny Jacinto ha interpretato Jason Mendoza
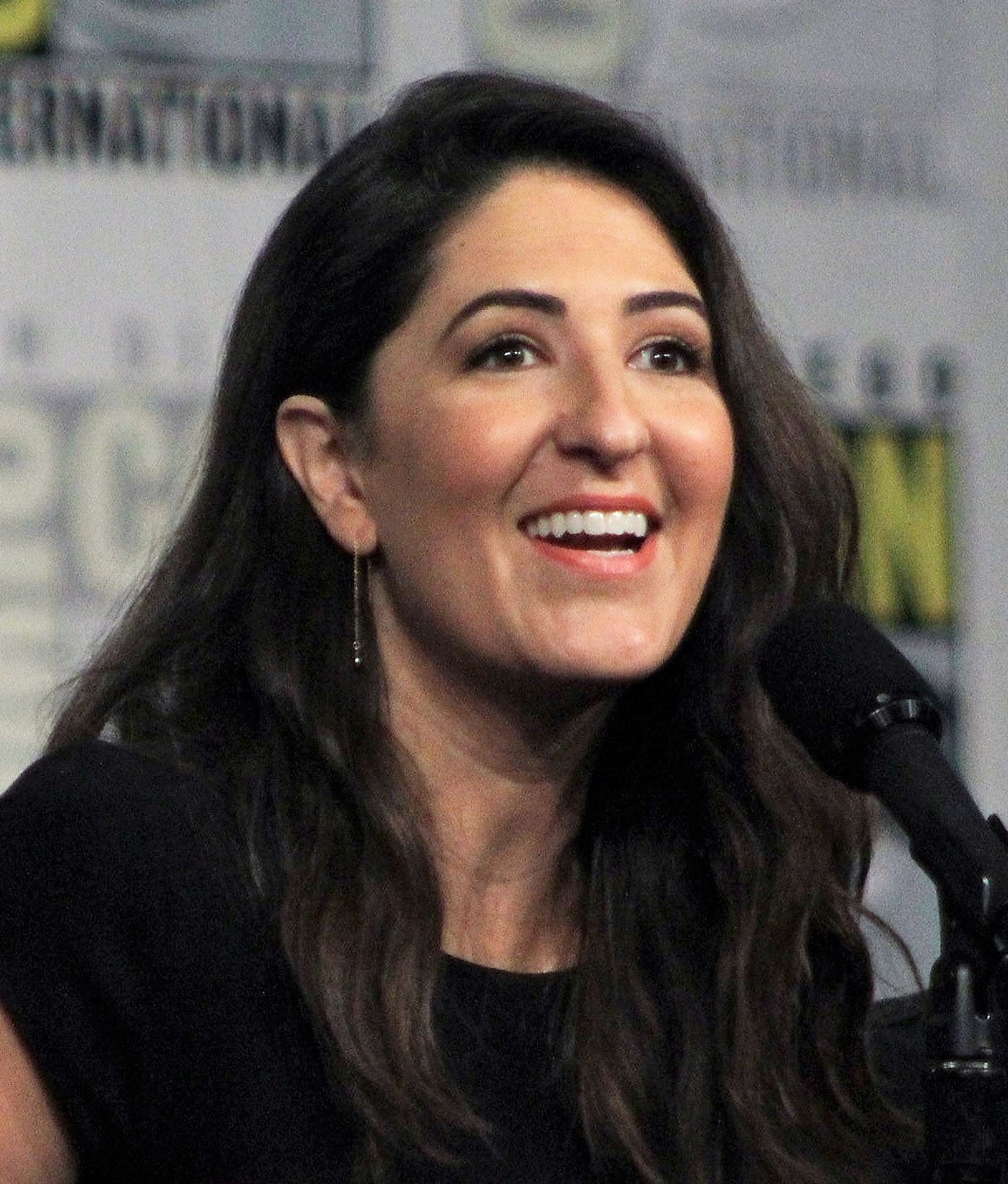
D'Arcy Carden ha interpretato Janet

## Produzione

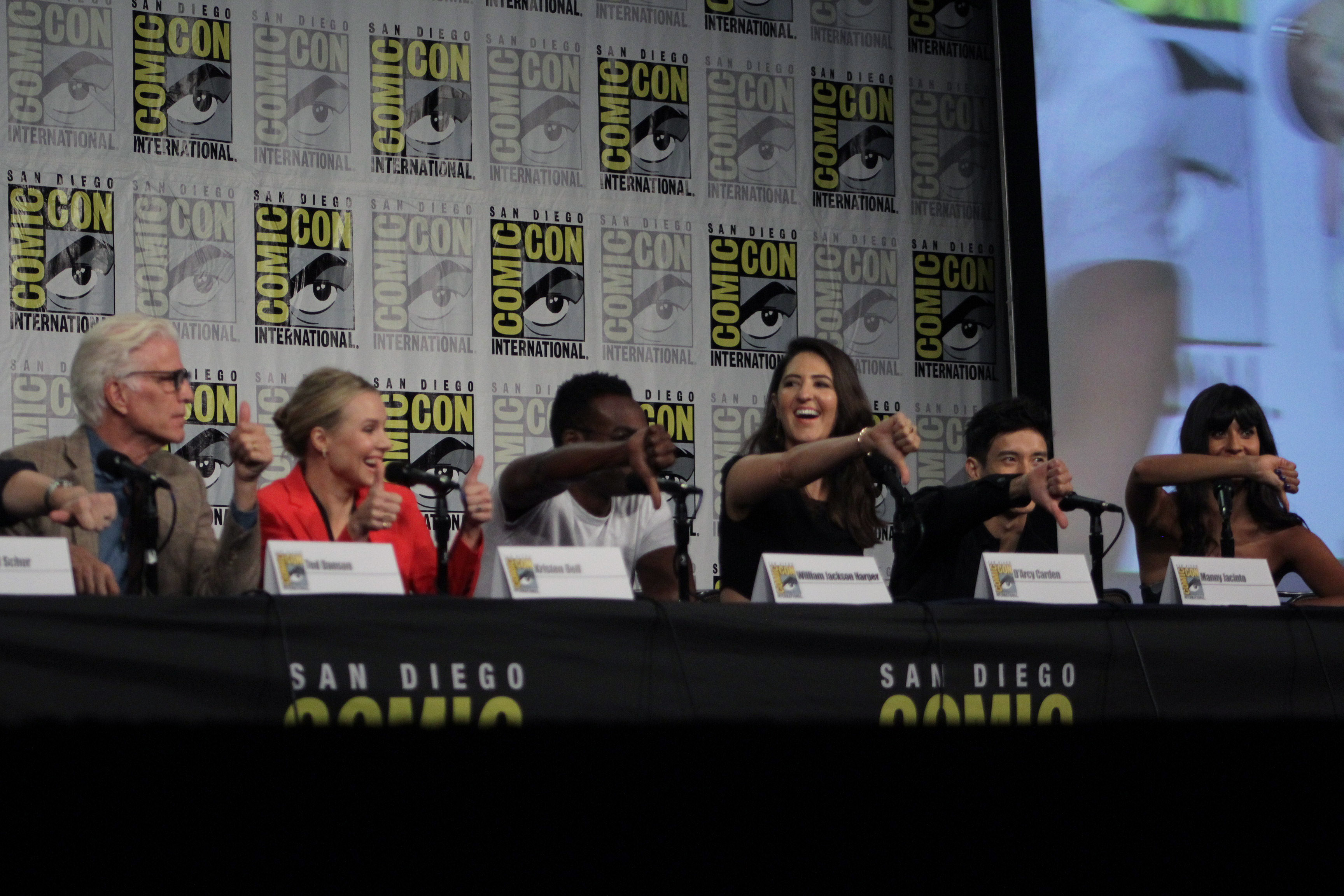
Il cast al San Diego Comic Con del 2018

La serie è ideata da Mike Schur, già produttore esecutivo delle sitcom Parks and Recreation, Brooklyn Nine-Nine e Master of None. Fu annunciata per la prima volta nel mese di agosto 2015, quando la NBC ne ordinò direttamente la produzione di una prima stagione, presentandola come una nuova comedy con una protagonista femminile alle prese con cosa significhi essere buoni. Schur disse di aver modellato la serie ispirandosi a Lost, con episodi caratterizzati da colpi di scena e cliffhanger, avendo anche modo di consultarsi proprio con Damon Lindelof, il quale suggerì il regista dell'episodio pilota, Drew Goddard, che si unì al progetto anche nelle vesti di produttore esecutivo.
Il 12 gennaio 2016 Kristen Bell e Ted Danson furono ingaggiati per il ruolo della protagonista Eleanor Shellstrop e del suo mentore Michael. L'attrice spiegò di essere stata attratta dal progetto di Schur per come concilia gli aspetti comici con l'esplorare cosa significhi essere una "brava persona", risultando a suo dire anche educativa per il modo in cui i protagonisti affrontano dilemmi etici. Nelle settimane seguenti si unirono al cast anche William Jackson Harper, Jameela Jamil, Manny Jacinto e D'Arcy Carden.
Le riprese si svolgono negli studi televisivi di Los Angeles.

## Programmazione televisiva
Il 15 maggio 2016 venne confermato il debutto della serie nel successivo palinsesto autunnale e fu pubblicato il primo trailer. La prima stagione, composta da 13 episodi, venne trasmessa dal 19 settembre 2016 al 19 gennaio 2017.
Il 30 gennaio 2017 è stato annunciato il rinnovo della serie per una seconda stagione di 13 episodi, che ha debuttato il 20 settembre 2017. Il 21 novembre 2017 è stato annunciato il rinnovo della serie per una terza stagione composta, come le prime due, da 13 episodi. Il 4 dicembre 2018, viene rinnovata anche per una quarta stagione, che in seguito viene rivelato essere quella conclusiva.

## Accoglienza
Fin dalla sua uscita, The Good Place ha ricevuto recensioni entusiaste. Sull'aggregatore di recensioni Rotten Tomatoes la prima stagione ha un indice di gradimento del 92% con un voto medio di 7,8/10, basato su 74 recensioni. Metacritic assegna alla stagione un punteggio di 78 su 100, basato su 32 critici, che indica "recensioni generalmente favorevoli".
I redattori di TV Guide hanno collocato The Good Place al secondo posto fra le dieci serie televisive più attese della stagione 2016-17.

## Riconoscimenti
- Golden Globe
  - 2019 - Candidatura alla miglior serie commedia o musicale
  - 2019 - Candidatura alla miglior attrice in una serie commedia o musicale a Kristen Bell

- Premio Emmy
  - 2018 - Candidatura per il miglior attore protagonista in una serie commedia a Ted Danson
  - 2018 - Candidatura per la miglior attrice guest star in una serie commedia a Maya Rudolph